# Pavao Leber
Pavao Leber (Glina, 1844. – Zagreb, 13. studenog 1919.) bio je hrvatski katolički svećenik, publicist i povijesni pisac.

## Životopis
Gimnaziju je polazio u Požegi i Zagrebu. Nakon toga je u Zagrebu završio filozofsko-teološki studij te je zaređen za svećenika 1869. godine. Sčužbovao je kao kapelan u Kostajnici i Petrinji te kao župnik u Maji (1871.–1884.) i Glini (1884.–1895.).
U Zagrebu je bio od 1895. godine kanonik, zatim katedralni župnik od 1896. do 1902. godine.
Od 1906. do 1911. bio je predsjednik Hrvatskoga književnoga društva sv. Jeronima.

## Djela
- „Župa majska” (Zagreb, 1877.)
- „Povijesne crte njekih župa u bivšoj Banskoj krajini” (Zagreb, 1912.)
- „Pripovijesti” (Zagreb, 1914.)
- „Spomenice župa: Maja, Viduševac, Glina, Mala Solina” (Glina, 1998.)[1]

### Članci
- Jurišić, Šimun; Armanda, Ivan. 2013. Leber, Pavao. Hrvatski biografski leksikon. Zagreb.  journal zahtijeva |journal= (pomoć)